# Paralycaeides
Paralycaeides là một chi bướm ngày thuộc họ Lycaenidae.